# Polityka antymonopolowa
Zasugerowano, aby zintegrować ten artykuł z artykułem Polityka konkurencji. Nie opisano powodu propozycji integracji.
Polityka antymonopolowa – ma za zadanie, w ogólnym znaczeniu, wprowadzanie restrykcji zapobiegających monopolizacji określonych rynków w gospodarce. Stanowi zatem ogół działań państwa, mających na celu eliminowanie tendencji monopolistycznych, ich skutków, a także ochronę wolnej konkurencji. W szerszym rozumieniu tego rodzaju działalności państwa można rozróżnić chęć zapobiegania nie tylko ekonomicznym, ale również społecznym kosztom monopolizacji.
Do głównych wymienianych przez ekonomistów kosztów monopolizacji zalicza się m.in.:
- ograniczanie przez monopole rozmiarów produkcji prowadzące w prostym rozumowaniu do wzrostu cen i osiągania wyższego zysku, niż byłby możliwy w przypadku działalności w warunkach wolnej konkurencji
- niepełne, nieefektywne wykorzystanie mocy produkcyjnych i siły roboczej (zdolności wytwórczych),
- wyższe przeciętne jednostkowe koszty produkcji,
- produkcja bez wykorzystania najświeższych metod produkcji oraz hamowanie postępu technicznego,
- ograniczanie wolnej konkurencji przez narzucanie innym podmiotom jednostronnie akceptowalnych warunków transakcji.

## Formy polityki antymonopolowej
- Całkowity zakaz działań zmierzających do ograniczenia konkurencji – zakazane są m.in.: tajne umowy, kartele, wykupywanie akcji konkurentów, itp. W szczególności tego rodzaju czynności podejmowane są w stosunku do firm oferujących usługi telekomunikacyjne oraz finansowe i doradcze.
- Ograniczenie w istnieniu monopoli – dopuszczalne jest istnienie monopoli w tych dziedzinach, w których możliwość rozwoju wolnej konkurencji jest nikła. W skrajnym przypadku uznaje się, iż istnienie monopoli w niektórych gałęziach gospodarki może być dla niej nawet korzystne. Chodzi o sektory, w których wielka skala produkcji pozwala widocznie ograniczyć koszty produkcji, nie będąc jednocześnie źródłem kosztów społecznych. W takich przypadkach państwo stosuje zwykle szereg ograniczeń i kontroluje zyski, ceny, a także pozostawia sobie możliwość ich regulacji. Przykładem może być produkcja i transport energii elektrycznej.
- Pomoc dla przedsiębiorstw wchodzących na rynki zmonopolizowane w celu utworzenia i podtrzymania konkurencji w obszarze wytwarzania danych dóbr i usług.

## W Unii Europejskiej
Prawo konkurencji jest jedną z dziedzin wymienionych w art. 69 UE, podlegających dostosowaniu do regulacji wspólnotowych.